# Ministère de la Défense (Thaïlande)
En Thaïlande, le ministère de la Défense (officiellement en anglais : Ministry of Defence, abrégé MOD ; thaï : กระทรวงกลาโหม ; RTGS : Krasuang Kalahom) est le département ministériel responsable de la politique de défense, de sécurité nationale et de l'intégrité territoriale du gouvernement. Il gère également les forces armées royales.
Le roi de Thaïlande est le chef de ces forces armées royales (thaï : จองทัพไทย ; RTGS : Chongthap Thai), mais la fonction n'est que nominative. L'administration du ministère et des forces armées royales est effectuée par un ministre de la Défense.

## Histoire
Fondé durant la période du royaume d'Ayutthaya, il s'agit d'abord littéralement d'un département ministériel chargé de la protection de la bordure du sud du pays.
Dès 1887, le département devient un ministère par le roi Chulalongkorn (Rama V) pour permettre un commandement militaire.
Le ministère a alors pu diriger l'armée, puis la marine royale à partir de 1887, pour enfin intégrer la force aérienne royale en 1913.

## Organisation
Depuis les lois d'organisation du ministère de la Défense de 2008 et de 2013, celui-ci est divisé en 3 départements :
- Bureau du Ministre (สำนักงานรัฐมนตรี) ;
- Bureau du Secrétaire permanent à la Défense (สำนักงานปลัดกระทรวงกลาโหม) ;
- Forces armées royales thaïlandaises (กองทัพไทย).